# Syneches luanchuanensis
Syneches luanchuanensis är en tvåvingeart som beskrevs av Yang och Wang 1998. Syneches luanchuanensis ingår i släktet Syneches och familjen puckeldansflugor. Inga underarter finns listade i Catalogue of Life.